# Kensington (Kansas)
Kensington é uma cidade localizada no estado americano de Kansas, no Condado de Smith.

## Demografia
Segundo o censo americano de 2000, a sua população era de 529 habitantes.
Em 2006, foi estimada uma população de 480, um decréscimo de 49 (-9.3%).

## Geografia
De acordo com o United States Census Bureau tem uma área de
0,8 km², dos quais 0,8 km² cobertos por terra e 0,0 km² cobertos por água. Kensington localiza-se a aproximadamente 542 m acima do nível do mar.

## Localidades na vizinhança
O diagrama seguinte representa as localidades num raio de 24 km ao redor de Kensington.